# Don Juan, mi querido fantasma
Don Juan, mi querido fantasma es una película española de comedia basada en la leyenda de Don Juan. Se estrenó en agosto de 1990 y fue dirigida por Antonio Mercero y protagonizada en los papeles principales por Juan Luis Galiardo y María Barranco, entre otros.
Carlos Santos y Juan Ramón Molina fueron nominados a los Premios Goya en 1991 en la categoría de Mejores efectos especiales, galardón que recayó en Reyes Abades por su trabajo en ¡Ay, Carmela!.
Por su papel de Doña Inés en la película, María Barranco fue candidata a mejor actriz en los Premios Fotogramas de Plata de 1990, galardón que fue para Carmen Maura por ¡Ay, Carmela!.

## Sinopsis
Cuenta la leyenda que, cada 1 de noviembre, Don Juan Tenorio sale de su tumba e intenta hacer una buena acción para poder resucitar. En la ciudad de Sevilla de 1991 Don Juan, 450 años después de su muerte, volverá a intentar cumplir con su objetivo.
Juan Marquina es un actor que representará el papel de Don Juan Tenorio en un musical a celebrarse en Sevilla. Aparte de su trabajo como actor, también está implicado en el tráfico de un alijo de cocaína, por lo que está siendo vigilado por el comisario Ulloa.
Por una serie de circunstancias, Juan Marquina es trasladado a la comisaría y posteriormente a un psiquiátrico y el Don Juan Tenorio original es llevado a los ensayos de la obra confundido con el actor. El día del estreno los dos Tenorios se volverán encontrar y se enzarzarán en una lucha a capa y espada, finalizando la película con los roles intercambiados, Juan Marquina irá a la tumba y Don Juan Tenorio volverá a la vida.

## Reparto
- Juan Luis Galiardo como Don Juan Tenorio / Don Juan Marquina
- María Barranco como Doña Inés
- Loles León como Coreógrafa castañuelas
- Rossy de Palma como Viuda de Prodini
- Luis Escobar como Don Juan Pedro (Narcotraficante)
- José Sazatornil como Comisario Ulloa
- Verónica Forqué como Señora de Marquina
- Vicente Díez como Ciutti
- Rafael Álvarez como Curro, ayudante comisario
- Pedro Reyes como Rubén
- Antonio Gamero como Regidor
- Paco Racionero como Policía
- Ángeles Martín como Atracadora
- Tito García como Celador 1
- José Luis Santos como Celador 2
- Frank Braña como Celador 3

## Elenco musical (introducción)
Carmen Casarrubio (Cantaora - Recitadora),
Rafael Maya (Cantaor),
Antonio Moreno (Guitarrista 1),
Manuel Cortés (Guitarrista 2).

## Elenco bailarines Ballet de España
José Luis Migcon,
Bruno Foroni,
F. Javier Segura,
Simón Cohen,
José Triguero,
José Miguel Zueco,
Manuel Balaguer,
José María Castro,
María Ángeles Españadero,
María Soledad García Payo,
Elena Falomir,	
María Luisa Neila,
Rosa María Manzano,
María Belén Góngora,
Ana Torija,	
Noemí Galán,
María Soledad Mejía.